# Oudste (boek)
Oudste is het tweede deel in de epische fantasyserie Het Erfgoed van de Amerikaanse schrijver Christopher Paolini. Het werd voor het eerst op 23 augustus 2005 gepubliceerd door Alfred A. Knopf. Oudste werd onder andere uitgebracht als audioboek en eboek. Net zoals Eragon werd Oudste een New York Times Bestseller. Een Deluxeversie van Oudste werd op 26 september 2006 uitgebracht, samen met nieuwe informatie en tekeningen van zowel de illustrator als auteur. Oudste werd tot dusver in meer dan tien talen vertaald, waaronder het Nederlands, Duits, Spaans, Italiaans en Japans. 
Oudste begint vlak na de belangrijke gebeurtenissen in Eragon. Het verhaal gaat verder met de avonturen van Eragon en zijn draak Saphira, waarin hun queeste om de duistere koning Galbatorix te verslaan centraal staat. Andere lijnen in het verhaal focussen zich op Roran, Eragons neef, die de bewoners van het vredige dorpje Carvahall naar Surda brengt om te ontsnappen aan wraakacties van het Rijk. Ook wordt er verteld uit het perspectief van Nasuada, die de rol als leider van de Varden van haar vader heeft overgenomen. Oudste eindigt met de Slag op de Brandende Vlaktes.

## Inleiding
Oudste begint drie dagen na het einde van Eragon in de dwergenstad Tronjheim in de holle berg Farthen Dúr. Farthen Dúr ligt in het zuidoosten van Alagaesia, het fictionele continent waar de gebeurtenissen van Het Erfgoed plaatsvinden. Doorheen het boek reist de protagonist naar verschillende plaatsen: Ellesméra, de hoofdstad van de elfen in het woud Du Weldenvarden, en naar het noorden van Alagaëisa, in Carvahall; ook Aberon, de hoofdstad van Surda, wordt bezocht.

## Personages
Het verhaal focust zich op drie protagonisten: Eragon, Roran en Nasuada. Eragon wordt bijna altijd vergezeld door zijn draak Saphira. Vanwege de verschillende gezichtspunten ontmoeten de hoofdpersonages elkaar zelden. Sommige andere personages uit Eragon zijn onder andere Arya (een elfenprinses), Orik (een dwerg), Ajihad (de voormalige leider van de Varden) en Angela (een kruidenvrouw). Enkele nieuwe personages zijn Oromis en zijn draak Glaedr. De Ra'zac zijn de primaire antagonisten uit de verhaallijn van Roran. De aartsvijand van Eragon is Galbatorix, hoewel deze in dit tweede boek nog steeds niet in beeld komt.

## Verhaal
Oudste begint met de dood van Ajihad, de leider van de Varden en de verdwijning van Murtagh en de Tweeling. Tijdens zijn begrafenis wordt Ajihad's dochter Nasuada verkozen tot de nieuwe commandant van de Varden. De protagonisten Eragon en Saphira besluiten daarna af te reizen naar het woud Du Weldenvarden om getraind te worden door de elfen. Eenmaal daar ontmoet Eragon Oromis en diens draak Glaedr, de enige draak en Rijder die nog steeds in het geheim leven en de aanslag van Galbatorix hebben overleefd. Oromis en Glaedr hebben echter beperkingen: ze zijn allebei kreupel en kunnen het niet tegen Galbatorix opnemen. Eragon en Saphira worden geschoold in de wegen van de magie en leren zowel aspecten van de geschiedenis als vechttechnieken. 
Ondertussen besluit Nasuada om de Varden te verplaatsen richting Surda om het Rijk aan te vallen. De Varden hebben echter af te rekenen met financiële problemen, tot Nasuada leert hoe ze met behulp van magie dure kant kan laten maken om goedkoop te verhandelen. Op een nacht, wanneer Nasuada alleen is in haar verblijven, verijdelt een nieuw personage, Elva, een moordcomplot tegen haar. Elva is vervloekt en kan - tegen haar zin in - al het lijden van de mensen om haar heen voelen. Op die manier weet ze geplande gebeurtenissen te voorkomen en weet ze de aanhanger van de Zwarte Hand te ontmaskeren. Nasuada heeft later een ontmoeting met de sleutelfiguren in de regering van Surda om een potentiële veldslag met het Rijk te organiseren. Ze leren hieruit dat het conflict sneller zal plaatsvinden dan verwacht, aangezien de soldaten van het Rijk al onderweg zijn. Daarop roepen ze de hulp van de dwergen in.
Tussen deze gebeurtenissen in gaat Eragon gewoon met zijn training verder, maar hij raakt moedeloos van het litteken dat Durza hem heeft gegeven tijdens de Slag onder Farthen Dûr. Tijdens een groot deel van het boek zit hij te zwijmelen over Arya. Later wordt hij tijdens de elfenceremonie Agaetí Blödhren (Bloedeed Viering) genezen door een spectrale draak. De behandeling wijzigt zijn zintuigen en zelfs zijn uiterlijk, waardoor hij nu halfmens, halfelf is. Daarna bekent hij zijn gevoelens voor Arya. Met nieuwe moed gaat Eragon verder met zijn training nadat hij gehoord heeft dat het Rijk spoedig een aanval zal doen op Surda en de Varden. Later wordt hij genoodzaakt zijn training te onderbreken om aan de gevechten deel te nemen.
Roran wordt ondertussen opgejaagd door de Ra'zac in Carvahall, die er alles aan willen doen om hem in handen te krijgen. Hij weet de dorpelingen uiteindelijk zo ver te krijgen hem richting Surda te volgen, maar niet na enkele bloederige gevechten met de Ra'zac, die zijn verloofde, Katrina, ontvoeren. Achtervolgd door troepen van het Rijk bereikt hij uiteindelijk Surda, waar hij tijdens de Slag op de Brandende Vlaktes arriveert. 
Tijdens dit conflict gebruikt Eragon zijn krachten om zo veel mogelijk vijandige soldaten te doden. Uiteindelijk wordt hij geconfronteerd met een vijandige Drakenrijder, maar het is niet Galbatorix. De Rijder dood de dwergenkoning Hrothgar en valt dan Eragon aan. Wanneer Eragon hem ontmaskerd als de verdwenen Murtagh ontdekt hij dat Murtagh zijn broer is en dat zijn vader de Meinedigde Morzan was. Uiteindelijk worden de legers van Galbatorix teruggeslagen door de komst van de dwergen en verdwijnen Murtagh en Thoorn. Op het einde van het boek besluiten Eragon en Roran om samen Katrina te bevrijden.

## Kritiek
Oudste ontving gemengde recensies van critici. School Library Journal merkte op dat het Oudste veel aan originaliteit ontbrak maar dat het nog steeds goed ontvangen werd door de fans. Het is ook erkend dat de thema's uit Oudste voornamelijk gebaseerd zijn op die van andere schrijvers. BookBrowse bekritiseerde Oudste ook, maar merkte op dat dit kleine feit de fans er niet van weerhield om het boek te lezen. Entertainment Weekly zei dan weer dat Oudste thuishoorde in de lijst van de vijf slechtste boeken van 2005. The Boston Globe gaf Oudste ook een negatieve beoordeling en zei dat het drama eindigde met een bot conflict. Net zoals vele andere critici merkte Christian Science Monitor op dat Oudste veel weg had van onder andere In de Ban van de Ring en De Drakenrijders van Pern en dat het het boek ontbreekt aan enig gevoel voor humor. De recensie zei echter ook dat Roran, een van de protagonisten, de enige juiste toevoeging was aan het boek en een 'goede stempel op het verhaal drukte'. 
Toch waren er ook positieve recensies voor Oudste. Bookmarks magazine zag inderdaad ook veel overeenkomsten met andere werken, maar zei dat Oudste veel dieper ging dan het eerste boek. Publishers Weekly prees dan weer de onthullingen op de laatste pagina's. Barnes & Nobles gaf ook een goede beoordeling, vooral wat betreft de stijl, de personages en de behandelde thema's (zoals vriendschap, vergiffenis, verantwoordelijkheid en eer). Oudste won in 2006 de Quill Award in Young Adult Literature en werd genomineerd voor een British Book Award in de sectie Children's Book of the Year. Ook volgde een nominatie voor de Disney Adventures Book Award, the Colorado Blue Spruce Award en de Wyoming Soaring Eagle Book Award.

## Thema's
In Oudste komen thema's als eer, vriendschap, verantwoordelijkheid en vergiffenis aan bod. Paolini zei over het vegetarisme in zijn boek:
Een van mijn doelen als auteur is het verkennen van de verschillende aspecten van de menselijke natuur. Het is mijn job om te onderzoeken hoe mensen denken en handelen, ook al is die manier anders dan mijn eigen perspectief op de dingen. De acties en geloof van mijn personages zijn zeker niet altijd de mijne.
Naast dergelijke onderwerpen wordt ook religie en atheïsme behandeld. Zo zijn de dwergen erg religieus, in tegenstelling tot de elfen, die atheïsten zijn. Op het vlak van religie twijfelt Eragon nog. Hij gelooft zowel de dwergen als de elfen.

## Luxe-editie
Random House bracht op 26 september 2006 ook een luxe versie van Oudste uit, die in een beperkte oplage verscheen. De luxe-versie bevatte een voorproefje van het derde deel, Brisingr, en een poster van de draak Glaedr (die later zou worden gekozen als de omslag van Brisingr), samen met achtergrondinformatie over Alagaesia en tekeningen van Christopher Paolini. Ook een appendix met alle namen, plaatsen, voorwerpen en dwergenclans werd in het boek opgenomen.
Oudste werd sinds 2005 in meer dan veertig landen gepubliceerd en verschillende keren uit het Engels vertaald, waaronder in het Spaans, Portugees  en Frans. Wereldwijd heeft Oudste verschillende uitgeverijen, zoals Gailivro (Polen & Portugal), Gramedia Pustaka Ultama (Indonesië) en De Boekerij (Nederland).
Op 8 juli 2008 werd er een omnibus van Eragon en Oudste gepubliceerd samen met nooit eerder vertoonde scènes die uit het boek werden geknipt.